# Греч (комуна, Мехедінць)
Греч (рум. Greci) — комуна у повіті Мехедінць в Румунії. До складу комуни входять такі села (дані про населення за 2002 рік):
- Билтанеле (455 осіб)
- Блідару (60 осіб)
- Валя-Петрій (53 особи)
- Вішина (19 осіб)
- Греч (717 осіб)
- Селетрук (242 особи)

Комуна розташована на відстані 237 км на захід від Бухареста, 36 км на схід від Дробета-Турну-Северина, 61 км на північний захід від Крайови.

## Населення
За даними перепису населення 2002 року у комуні проживали 1546 осіб, усі — румуни. Усі жителі комуни рідною мовою назвали румунську.
Склад населення комуни за віросповіданням:
| Релігія       | Кількість осіб | Відсоток |
| ------------- | -------------- | -------- |
| православні   | 1537           | 99,4%    |
| п'ятдесятники | 6              | 0,4%     |
| бретрени      | 2              | 0,1%     |
| лютерани      | 1              | 0,1%     |

## Зовнішні посилання
- Дані про комуну Греч на сайті Ghidul Primăriilor [Архівовано 5 липня 2009 у Wayback Machine.]